# ستيفن هويل
ستيفن هويل (بالإنجليزية: Stephen Hoyle)‏ هو لاعب كرة قدم بريطاني، ولد في 6 نوفمبر 1992. لعب مع WaiBOP United ‏.

## وصلات خارجية
- ستيفن هويل على موقع قاعدة بيانات كرة القدم.إي يو (الإنجليزية)
- ستيفن هويل على موقع Soccerway.com (الإنجليزية)